# Élton José Xavier Gomes
Élton José Xavier Gomes (Palmeira dos Índios, 7 aprile 1986) è un ex calciatore brasiliano, di ruolo centrocampista.

## Palmarès

### Club

#### Competizioni nazionali
- Campeonato Brasileiro Série B: 1

Corinthians: 2008
- Coppa Principe Faysal Bin Fahd: 1

Al-Nassr: 2008
- Campionato saudita: 1

Al-Fateh: 2012-2013
- Supercoppa saudita: 1

Al-Fateh: 2013

#### Competizioni statali
- Campionato Cearense: 1

Fortaleza: 2009
- Campionato Pernambucano: 1

Sport Recife: 2010

#### Competizioni internazionali
- Coppa dei Campioni del Golfo: 1

Al-Wasl: 2009